# جيرالد أوغسطين جون ريان
جيرالد أوغسطين جون ريان (بالإنجليزية: Gerald Augustine John Ryan)‏ هو قسيس أمريكي، ولد في 23 أغسطس 1923، وتوفي في 4 يونيو 1985.